# Phthiracarus crispus
Phthiracarus crispus är en kvalsterart som beskrevs av Hammer 1972. Phthiracarus crispus ingår i släktet Phthiracarus och familjen Phthiracaridae. Inga underarter finns listade i Catalogue of Life.